# Ceratocanthus brasiliensis
Ceratocanthus brasiliensis är en skalbaggsart som beskrevs av Lansberge 1887. Ceratocanthus brasiliensis ingår i släktet Ceratocanthus och familjen Hybosoridae. Inga underarter finns listade i Catalogue of Life.